# ماريان ترمب باري
ماريان ترمب باري (بالإنجليزية: Maryanne Trump Barry) (5 أبريل 1937 – 13 نوفمبر 2023)، هي محامية وقاضية فدرالية أمريكية. بدأت مسيرتها في الادعاء العام عام 1974 عندما عُيّنت مساعدة للمدعي العام الأمريكي، ثم اختارها الرئيس رونالد ريغان عام 1983 لتشغل منصب قاضية في المحكمة الجزئية الأمريكية لمنطقة نيوجيرسي. وفي عام 1999، عيّنها الرئيس بيل كلينتون في محكمة الاستئناف الأمريكية للدائرة الثالثة.
في يناير 2006، أدلت باري بشهادتها أمام اللجنة القضائية في مجلس الشيوخ الأمريكي دعماً لترشيح زميلها صامويل أليتو لعضوية المحكمة العليا. وفي يونيو 2011، انتقلت إلى الوضع القضائي المتقدم، ثم أعلنت تقاعدها في فبراير 2019 بعد فتح تحقيق بشأن مزاعم تورطها في مخالفات قضائية مرتبطة بصفقات ضريبية ومالية يُشتبه بأنها احتيالية.
باري هي الشقيقة الكبرى لدونالد ترمب، الرئيس الخامس والأربعين والسابع والأربعين للولايات المتحدة.

## النشأة والتعليم
ولدت ماريان في كوينز في مدينة نيويورك، وهي الابنة الكبرى لكل من مطور العقارات فريد ترامب وماري آن ماكلويد ترامب. هي الأخت الكبرى لدونالد ترامب.  التحقت بمدرسة كيو فورست ‏، هي وشقيقها الأصغر دونالد ترامب. :243 تخرجت مع مرتبة الشرف بدرجة البكالوريوس في الآداب من كلية ماونت هوليوك في عام 1958،   :244 وأنهت الماجستير في القانون العام والحكومة من جامعة كولومبيا في عام 1962.  وعادت في وقت لاحق إلى المدرسة العليا لدراسة القانون، وحصلت على الدكتوراة من كلية الحقوق في جامعة هوفسترا ‏ عام 1974. 

## مسيرتها المهنية
كانت ماريان مساعدة محامي الولايات المتحدة ‏ لمقاطعة نيوجيرسي ‏ بين عامي 1974 و 1983. وعملت في القسم المدني من عام 1974 إلى عام 1975 ثم في قسم الاستئناف من عام 1976 إلى عام 1982، كما شغل منصب نائب رئيس القسم من 1976 إلى 1977 ورئيسة القسم من 1977 إلى 1982. عملت كمساعد تنفيذي للمحامي العام للولايات المتحدة من 1981 إلى 1982. وكانت مساعد المحامي الأول للولايات المتحدة من 1981 إلى 1983. 

## الخدمة ضمن القضاء الاتحادي
تم ترشيح ماريان من قبل الرئيس رونالد ريغان  في 14 سبتمبر 1983، وذلك لشغل مقعد في محكمة الولايات المتحدة المحلية لمقاطعة نيوجيرسي ‏ والذي شغر بخروج هنري كورتيس مينور ‏. تم الموافقة عليها من قبل مجلس الشيوخ الأمريكي في 6 أكتوبر 1983، واستلمت موقعها في اليوم التالي. في عام 1985، أعفت نفسها من النظر في قضية تهريب مخدرات بسبب علاقة شقيقها دونالد بالمهرب المزعوم. انتهت خدمتها في 25 أكتوبر 1999، بسبب نقلها إلى الدائرة الثالثة. 
كجمهورية،  تم ترشيحها لتكون قاضية في محكمة الاستئناف بالولايات المتحدة للدائرة الثالثة ‏ من قبل الرئيس الديمقراطي بيل كلينتون  وذلك في 17 يونيو 1999، لتحل موقع هادون لي ساروكين ‏، الذي تقاعد في عام 1996. كان كلينتون قد رشح روبرت رامار ‏ لشغل هذا المنصب في عام 1998، لكن هذا الترشيح لم يمنح جلسة استماع من قبل اللجنة القضائية بمجلس الشيوخ، وانهى والوقت الرسمي لقبول ترشيحه في نهاية تلك السنة. خلال فترة الكونجرس اللاحقة، رشح كلينتون ماريان لهذا المنصب. [بحاجة لمصدر]
تم قبول ترشيح ماريان بالإجماع من قبل مجلس الشيوخ في 13 سبتمبر 1999، واستلمت صلاحياتها الدستورية في 22 سبتمبر 1999. قالت ماريان لصحيفة نيوجيرزي لو جورنال في عام 1999: «لقد تشرفت جدا وأنا ممتنة للغاية للترشيح» وأكملت «أنا مندهش لقد اقتربت من ذلك، وأفترض أن سجلي جيد بما فيه الكفاية كقاضي محكمة محلية يمكن الوصول إليه، وأنا سعيد لأن السياسة لم تمثل أولوية هنا». 
كونت ماريان لنفسها سمعة جيدة ضمن مقاعد المحكمة، حيث كانت قاضية صارمة تتمتع بقيادة قوية في قاعة المحكمة.  في عام 1989، أثناء عملها كقاضية في محكمة المقاطعة في نيوارك بولاية نيوجيرسي، رفضت صفقة المساومة التي كانت ستطلق سراح اثنين، من رجال المباحث في المقاطعة، متهمين بحماية تاجر مخدرات، وأجبرت نقل القضية إلى مرحلة المحاكمة. أدين المحققون وحكم عليهم بالسجن. كما ترأست إدانة لويس مانا ‏، رئيس عائلة جينوف الإجرامية ‏، والمتهم بالتخطيط لاغتيال منافسه جون غوتي. 
في يناير 2006، أدلت ماريان بشهادتها لدعم تعيين زميله في الدائرة الثالثة القاضي صمويل أليتو في المحكمة العليا. [بحاجة لمصدر]
في 30 يونيو 2011، نقلت ماريان نفسها إلى منصب فخري.  في الأسبوع الأول من فبراير 2017 أصبحت ضمن المرتبة العليا غير النشطة، وذلك بعد حوالي أسبوعين من تنصيب شقيقها كرئيس.   تقاعدت من الخدمة الفعلية في 11 فبراير 2019.

## الجوائز
في عام 2004، قدمت قاضية المحكمة العليا ساندرا داي أوكونور لماريان جائزة أوكونور، تمنحها كلية الحقوق بجامعة سيتون هول ‏ للنساء اللائي يتفوقن في القانون والخدمة العامة. في حفل التقديم، قالت ماريان : «أقول للسيدات في الولايات التحدة، تذكروا كم كان الأمر صعبا بالنسبة للنساء كالقاضية أوكونو»، مضيفة، «رغم أنها تخرجت بدرجات وتقديرات متفوقة، إلا أنها اضطرت إلى شغل وظيفة كسكرتيرة قانونية. تذكرن إلى أي مدى وصلنا». 

## الحياة الشخصية
زوج ماريان الأول كان ديفيد ديزموند. حصلا على الطلاق عام 1980.  في عام 1982، تزوجت من جون جوزيف باري، وهو محام في نيوجيرسي.  توفي في 9 أبريل 2000.  لديها ابن واحد من زواجها الأول، ديفيد ويليام ديزموند، وهو عالم نفس في نيويورك. 
في عام 2016، منحت 4 ملايين دولار لجامعة فيرفيلد ‏، وهي مؤسسة كاثوليكية، لتمويل المنح الدراسية ولدعم مركز الروحانيات الإغناطي ‏ بالجامعة. 

## مزاعم التهرب الضريبي
في أكتوبر 2018، نشر صحفيو التحقيق في نيويورك تايمز ديفيد بارستو ‏ وسوزان كريج ‏ وروس بوتنر تقريرا يشير إلى أن ماريان قد ساعدت والدها فريد ترامب وإخوانها، بما في ذلك دونالد ترامب، وعلى مدى عدة سنوات، للحد من الضرائب العقارية والمسؤولية الضريبية على الهدايا الناشئة عن المؤسسات العقارية لوالدها، من خلال الاحتيال والتهرب الضريبي. ذكر الصحفيون أيضًا أن الإخوة ترامب في 22 نوفمبر 1997 «حصلوا على ملكية معظم إمبراطورية والدهم»  وأن ماريان كانت حاضرة في الاجتماعات التي أعقبت وفاة والدها والتي أدت إلى ترتيب عمليات التهرب الضريبي.
توصلت سوزان كريج ‏ إلى جزء مهم من المعلومات في التحقيق — فقد قدمت ماريان طلبا إلى مجلس الشيوخ كجزء من مكاشفاتها المالية ضمن العمل القضائي الفدرالي،  تبلغ عن تبرع وصلها بقيمة مليون دولار من شركة «أوول كاونتري بليدنجز سابلاي أند مينتيننس» All County Building Supply & Maintenance. كانت الشركة وكيل شراء للمباني  التي بنتها عائلة الترامب في عام 1992،  وهي ملك لهم.  أفاد صحفيو تحقيقات التايمز في مقال متابعة أن الأموال الإضافية التي تم جنيها من كل مقاطعة تم تقسيمها من قبل الأشقاء ترامبو لم تكن تبرعات كما أدعت ماريان.
نتيجة نشر «التحقيق الخاص»، في أكتوبر 2018، بدأت دائرة ولاية نيويورك للضرائب والمالية في ولاية نيويورك مراجعة للادعاءات معلنة أنها كوزارة «تتابع بنشاط جميع زوايا التحقيق المناسبة».

## روابط خارجية
- ماريان ترمب باري at the دليل السير الذاتية للقضاة الاتحاديين  [لغات أخرى]‏, a public domain publication of the Federal Judicial Center.